# Jacques Bolle
Jacques Bolle (Grenoble, 1 de febrero de 1959) es un expiloto de motociclismo francés.

## Biografía
Su carrera en motociclismo comenzó en 1975 en competiciones de monomarca y en los campeonatos de velocidad nacionales de Francia, donde ganó los títulos en 1981 y 1982, primero en 125 y luego en 250.
En cuanto a sus actividades en Mundial de Velocidad, hizo su debut en 1979 con apariciones esporádicas en 250 y 350cc a bordo de Yamaha. Su temporada completa fue en 1981 en 125 con un Motobécane, donde conseguiría cuatro podios y terminaría quinto en la clasificación final, en el que fue su mejor posición en el Mundial.
La mayoría de sus apariciones en el campeonato mundial fueron, sin embargo, en el cuarto de litro donde compitió hasta 1984. En 1983, ganó su único Gran Premio el de Gran Bretaña con la marca francesa dePernod.
Después de retirarse de las competiciones a finales de 1984, permaneció en el entorno del motociclismo y, en 2008, se convirtió en el presidente de la Federación Francesa de Motociclismo, asociación nacional afiliada a FIM.
Es hermano de Pierre Bolle, que también fue un piloto que corrió como profesional.

## Resultados en el Campeonato del Mundo
Sistema de puntuación desde 1969 hasta 1987:
| Posición | 1.º | 2.º | 3.º | 4.º | 5.º | 6.º | 7.º | 8.º | 9.º | 10.º |
| Puntos   | 15  | 12  | 10  | 8   | 6   | 5   | 4   | 3   | 2   | 1    |

#### Carreras por año
(Carreras en negrita indica pole position, carreras en cursiva indica vuelta rápida)
| Año  | Cat.  | Equipo     | Moto    | 1       | 2       | 3       | 4       | 5       | 6      | 7       | 8      | 9       | 10     | 11      | 12      | 13      | 14 | Pts. | Pos. |
| ---- | ----- | ---------- | ------- | ------- | ------- | ------- | ------- | ------- | ------ | ------- | ------ | ------- | ------ | ------- | ------- | ------- | -- | ---- | ---- |
| 1979 | 250cc | Yamaha     | VEN -   |         | GER -   | NAT -   | ESP -   | YUG -   | NED -  | BEL 13  | SWE -  | FIN -   | GBR -  | CZE -   | FRA Ret |         |    | 0    | -    |
| 1979 | 350cc | Yamaha     | VEN -   | AUT -   | GER -   | NAT -   | ESP -   | YUG -   | NED -  |         |        | FIN -   | GBR -  | CZE -   | FRA Ret |         |    | 0    | -    |
| 1980 | 250cc | Yamaha     | NAT -   | ESP -   | FRA 13  | YUG -   | NED -   | BEL -   | FIN 6  | GBR 13  | CZE -  | GER -   |        |         |         |         |    | 5    | 24.º |
| 1980 | 350cc | Yamaha     | NAT -   |         | FRA Ret |         | NED -   |         |        | GBR Ret | CZE -  | GER Ret |        |         |         |         |    | 0    | -    |
| 1981 | 125cc | Motobécane | ARG 3   | AUT Ret | GER Ret | NAT 3   | FRA 26  | ESP 6   | YUG 11 | NED Ret |        | RSM 5   | GBR 2  | FIN 2   | SWE Ret | CZE -   |    | 55   | 5.º  |
| 1981 | 250cc | Yamaha     | ARG -   |         | GER -   | NAT -   | FRA -   | ESP -   |        | NED -   | BEL 9  | RSM 9   | GBR -  | FIN Ret | SWE DNQ | CZE Ret |    | 4    | 29.º |
| 1982 | 250cc | Yamaha     |         |         | FRA -   | ESP 4   | NAT Ret | NED Ret | BEL 12 | YUG 8   | GBR 23 | SWE 11  | FIN -  | CZE 11  | RSM -   | GER 11  |    | 11   | 19.º |
| 1983 | 250cc | Yamaha     | RSA Ret | FRA 7   | NAT Ret | GER Ret | ESP 18  | AUT Ret | YUG 6  | NED -   | BEL -  | GBR 1   | SWE 9  |         |         |         |    | 26   | 10.º |
| 1984 | 500cc | Honda      | RSA 18  | NAT 7   | ESP 8   | AUT Ret | GER Ret | FRA Ret | YUG -  | NED Ret | BEL 9  | GBR 13  | SWE 11 | RSM Ret |         |         |    | 9    | 20.º |